# Илия Илиев (писател)
Вижте пояснителната страница за други личности с името Илия Илиев.
Илия Илиев е български писател.

## Биография
Илия Иванов Илиев (известен още като Илия Ив. Черен) е роден на 27 юли 1880 година в село Копчелиите. Учи до IV клас в родното си село, а после и в Габровската гимназия.
През 1904 год. получава първото си назначение за учител в с. Караманли, Преславско. През 1905 е учител в института за слепи в София. 
Загива при боевете около Лозенград на 9 октомврии 1912 г. при с. Селиолу.

## Творческа дейност
Творческата си дейност започва с реалистичинте разкази из живота на учителството и селската беднота „Сбъднат сън”, „Случайна изповед” и „Съсипано гнездо”, които публикува в списанието на Антон Страшимиров „Наш живот”, популярно сред автори и литературоведи като Стоян Михайловски, Йордан Йовков и Николай Лилиев.
Посмъртно е издадената книгата му „Светлина от изток” (1926, Габрово) под редакцията на учителя Неделчо Бенев.